# Línea 512 (Mar del Plata)
La Línea 512 es una línea de colectivos del Partido de General Pueyrredón perteneciente a la empresa Peralta Ramos S.A.C.I. Une la intersección de Garay y Sarmiento con el Hospital Regional.

## Recorrido (Línea 512 y 512B)

### Vieja Terminal de Ómnibus (512A)

#### Ida
Avenida Luro - Avenida Patricio Peralta Ramos - Buenos Aires - Alberti - Las Heras - Garay - Sarmiento.

#### Vuelta
Garay - Sarmiento - Avenida Patricio Peralta Ramos - Diagonal J. B. Alberdi Sur - Avenida Luro - Carrillo

### 512B

#### Ida
Avenida Luro - Avenida Arturo Alió - Avenida J. B. Justo - Avenida Champagnat - Avenida Luro - Buenos Aires, Alberti - Las Heras - Garay - Sarmiento.

#### Vuelta
Garay - Sarmiento - Avenida Patricio Peralta Ramos - Diagonal J. B. Alberdi Sur - Avenida Luro - Avenida Champagnat - Avenida J. B. Justo - Avenida Arturo Alió - 25 De Mayo - Armenia - Avenida Luro - Carrillo.